# جون جاي أوكونور (كاهن كاثوليكي)
جون جاي أوكونور (بالإنجليزية: John Joseph O'Connor)‏ هو كاهن كاثوليكي أمريكي، ولد في 11 يونيو 1855 في نيوآرك في الولايات المتحدة، وتوفي في 20 مايو 1927.